# Morten Müller

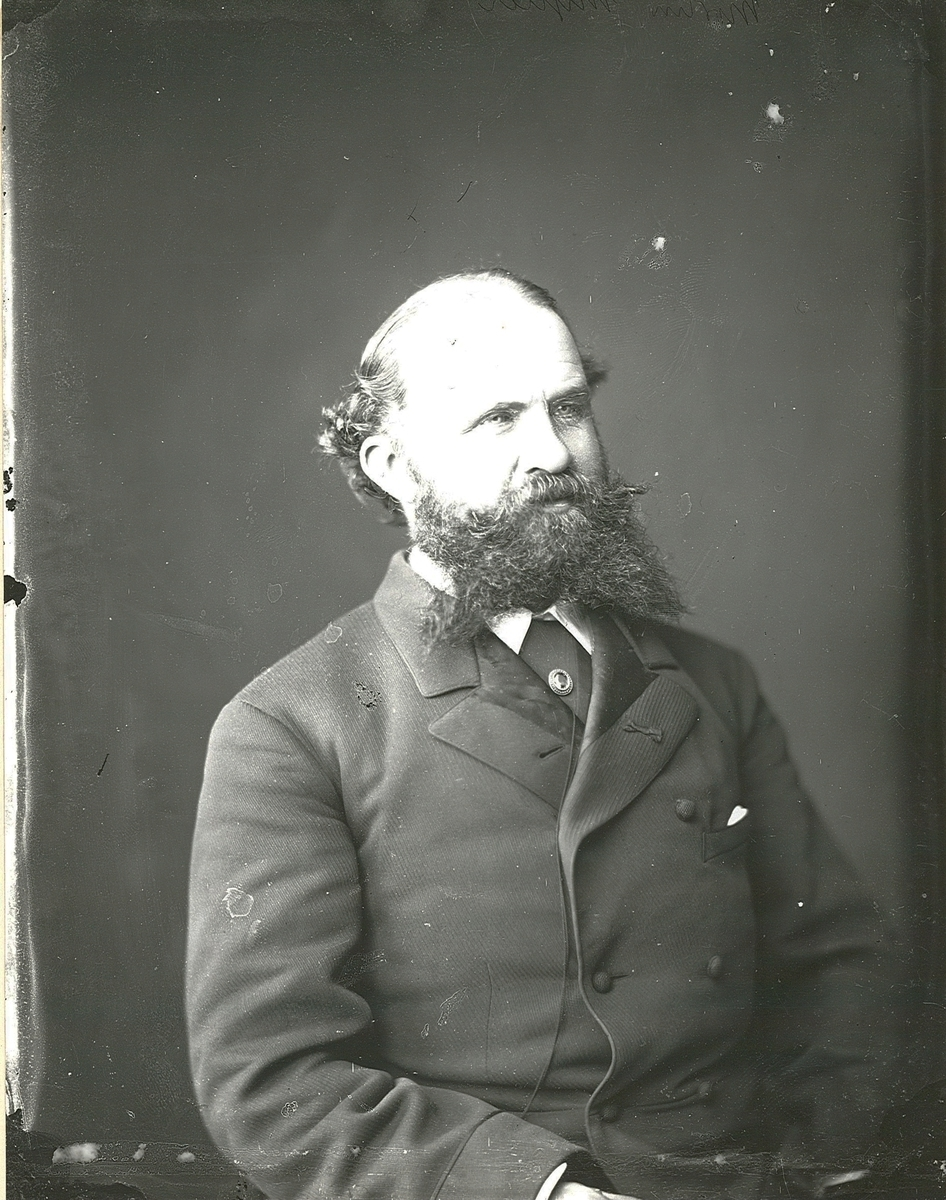
Morten Müller (Foto Ludwik Szacinski de Ravics, um 1895)

Morten Müller (* 29. Februar 1828 in Holmestrand, Norwegen; † 10. Februar 1911 in Düsseldorf) war ein norwegischer Landschaftsmaler der Düsseldorfer Schule.

## Leben
Morten Müller war der Sohn eines gleichnamigen Polizeiwachtmeisters, der ihm eine seinem Talent entsprechende Ausbildung ermöglichte. Er unternahm erste Studien bei Lars Hansen in Trondheim. 1847 ging er zu Kunststudien nach Düsseldorf, zuerst war er Privatschüler von Adolph Tidemand und Hans Fredrik Gude, später Schüler der dortigen Kunstakademie unter Johann Wilhelm Schirmer und Rudolf Wiegmann. Stark beeinflusst wurde er auch durch August Cappelen und die Brüder Achenbach. 1848 kehrten wegen der Revolution alle Norweger aus Düsseldorf nach Norwegen zurück. Von 1850 bis 1851 hielt er sich zeitweise in Stockholm auf, wo er den künftigen König Karl XV. und Marcus Larson kennenlernte, mit dem er gemeinsam Bilder malte. In den Jahren 1850 bis 1866 lebte er erneut in Düsseldorf, wo sich die norwegischen Maler näher am aktuellen Kunstgeschehen fühlten als in ihrer Heimat. Nur im Sommer reiste er zurück in seine Heimat. Müller heiratete am 27. September 1857 in Jönköping Constanze aus’m Werth (1834–1914). Aus ihrer Ehe ging die Tochter Cecilie (* 1859) hervor, die sich mit dem österreichischen Juristen Hans Waniczek (1846–1932) vermählte.
1863 lernte ihn Bjørnstjerne Bjørnson in Düsseldorf kennen und schätzen. Im Mai 1865 starb in seinem Haus sein Landsmann Berent Madsen. Infolge des Deutschen Krieges siedelte Müller 1866 nach Christiania über. 1869 lud Karl XV. ihn, Gude und andere Maler nach Ulriksdal ein. Nach dem Tode von Johan Fredrik Eckersberg übernahm er 1870 die von diesem 1859 gegründete Malerschule in Christiania, musste sie aber nach einem Streit mit dem ebenfalls dort tätigen Maler Knud Bergslien 1873 verlassen und wurde dort durch Peder Cappelen Thurmann ersetzt. Er zog daraufhin zum dritten Mal nach Düsseldorf, wo er fortan blieb. Von 1894 bis zu seinem Tod im Jahre 1911 war er Mitglied des Düsseldorfer Künstlervereins Malkasten. Die Landschaftsmaler Catharina Schwartz, Ludvig Munthe und Fredrik Borgen waren seine Schüler.

## Werk

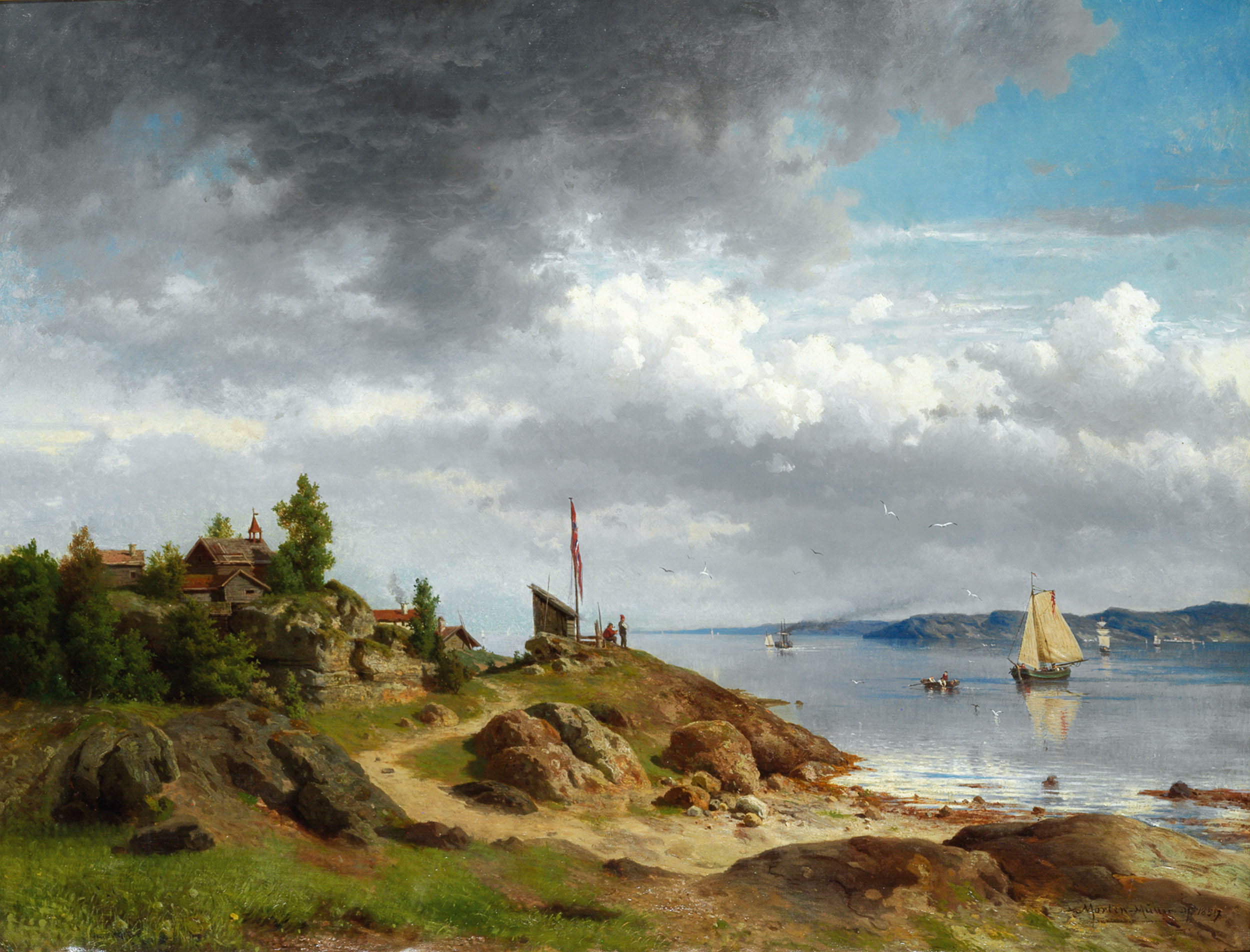
Norsk kystlandskap med folkeliv (Norwegische Küstenlandschaft mit Volksleben), 1857

Abend in norwegischer Gebirgslandschaft, 1869

Müller malte die norwegische Landschaft in ihrer ganzen Vielfalt, Fjorde, See, Wasserfälle, Wälder und Küsten. Seine Malerei wird innerhalb der Düsseldorfer Schule insbesondere der Linie von Schirmer zugeordnet, in dessen Landschafterklasse er sich 1850 aufgehalten hatte. Am bekanntesten wurden seine Darstellungen alter Kiefernwälder, in denen sich meist kleine Seen oder ein Ausblick auf einen Fjord befinden. „Von besonderem Interesse,“ schrieb Meyer 1888, „sind seine Darstellungen der Nadelholzwaldungen beim Übergang der Täler in das Hochgebirge.“ Ein anderes häufiges Motiv Müllers waren Aussichten von erhöhten Standpunkten. Seine Bilder waren meist im Sinne des späten Schirmer komponierte Ideallandschaften mit einem Zug ins Großartige und Monumentale. Dahinter stand das Vorbild der holländischen Landschaftsmalerei des 17. Jahrhunderts. Müller transponierte dies aber in die raue nordische Landschaft, deren Charakteristik er sich wiederzugeben bemühte. Von seinen Lehrern unterschied er sich auch durch seine gröbere Pinselführung. Die ausgearbeiteten Landschaften zeigen stets auch Menschen oder Spuren von Menschen. Daneben malte Müller auch kleinformatige Freiluftstudien, welche er ebenfalls voll signierte und verkaufte. Nach 1880 wurde die idealisierte Landschaft unmodern, und Müller musste Kritik der Jüngeren hinnehmen, zum Beispiel von Christian Krohg. Die Kiefernlandschaften waren nicht mehr so gefragt, und er begann wie die meisten Norwegenmaler dieser Zeit, vornehmlich Fjordlandschaften mit Touristendampfern zu malen. Seine Bilder wurden lichter und luftiger, und er vereinfachte die Malweise noch stärker.
Müller beschickte u. a. die Weltausstellungen 1855, 1862, 1867, 1873 und 1898. 1874 wurde er Mitglied der Akademie von Stockholm, 1875 Hofmaler. Seine Bilder wurden vom Kunstvereinen Christiania, Bergen und Trondheim, vom schwedischen König und von Friedrich Wilhelm IV. gekauft. 1897 veranstaltete die Firma Blomqvist eine Einzelausstellung aus Anlass seines 50-jährigen Malerjubiläums.

## Werkauswahl
- Gegend am Christianiafjord, 1855, Nationalgalerie Oslo, Ankauf 1857
- Einfahrt in den Hardangerfjord, Nationalgalerie Oslo, Ankauf 1867
- Föhrenwald in der Galerie zu Hamburg
- zwei Landschaften im Museum von Stockholm und zwei andere im Museum zu Bergen
- Großer Föhrenwald
- Romsdalfjord, mit historischer Staffage von Tidemand, 1876
- Nächtlicher Fischfang in Norwegen
- Norwegischer Wasserfall mit Tannenwald, 1879, Bildergalerie Bergen
- Norwegisches Fischerdorf am Christianiafjord, 1880
- Norwegische Waldgegend mit Rentieren
- Norwegischer Urwald, 1883
- Norwegische Ansicht, 1886
- Beterin in der Landschaft, Nationalgalerie Oslo, Legat 1902